# Cherbourg-Octeville
Cherbourg-Octeville este un oraș în Franța, sub-prefectură a departamentului Manche, în regiunea Normandia de Jos. A fost format în anul 2000 în urma unirii comunelor Cherbourg și Octeville.